# Diplothele
Diplothele es un género de arañas migalomorfas de la familia Barychelidae. 

## Distribución
Se encuentra en India y Sri Lanka.

## Lista de especies
Según The World Spider Catalog 11.5:
- Diplothele gravelyi Siliwal, Molur & Raven, 2009
- Diplothele halyi Simon, 1892
- Diplothele tenebrosus Siliwal, Molur & Raven, 2009
- Diplothele walshi O. Pickard-Cambridge, 1890